# 성재중학교
성재중학교(城才中學校)는 대한민국 서울특별시 강서구 가양동에 있는 공립 중학교이다.

## 학교 연혁
- 1995년 1월 10일 : 성재중학교 설립 인가
- 1995년 2월 2일 : 이준용 교장, 교장 사무취급 발령
- 1995년 3월 1일 : 초대 이준용 교장 취임
- 1995년 3월 3일 : 입학식 5학급(남 3, 여 2)
- 1995년 6월 7일 : 개교
- 1998년 2월 13일 : 제1회 졸업생 6학급
- 2018년 1월 9일 : 제21회 졸업식(145명 졸업생 누계 5,670명)
- 2023년 3월 1일 : 제10대 양정모 교장 취임
- 2023년 3월 2일 : 입학식(5학급 112명)
- 2024년 3월 4일 : 입학식(6학급 138명)

## 참고 자료
- 성재중학교 - 한국교육학술정보원 학교알리미